# Tyrotama abyssus
Tyrotama abyssus är en spindelart som beskrevs av Foord och Ansie S. Dippenaar-Schoeman 2005. Tyrotama abyssus ingår i släktet Tyrotama och familjen Hersiliidae. Inga underarter finns listade i Catalogue of Life.